# Brodziansky park
Brodziansky park je chráněný areál v katastrálním území obce Brodzany v okrese Partizánske v Trenčínském kraji na Slovensku. Území bylo vyhlášeno v roce 1984 a jeho rozloha je 6,7 hektaru. Předmětem ochrany je anglický park založený koncem 19. století v blízkosti renesančně-barokního kaštelu. Kromě běžných v parku rostou také jedinci cizokrajných druhů dřevin.